# Фабиан, Янош Яношевич
Я́нош Я́ношевич Фабиа́н (1922—1983, Ужгород) — советский футболист, полунападающий. Выступал за киевское «Динамо».

## Карьера
Выступал за «Динамо» с 1948 по 1949 год. В первом сезоне сыграл 7 матчей, во втором 9 и забил один гол. Дебютировал в чемпионате 8 августа во встрече против московского «Динамо». Единственный гол забил в следующем сезоне. 8 мая он поразил ворота куйбышевских «Крыльев Советов».